# Helgums landskommun
Helgums landskommun var en tidigare kommun i Västernorrlands län.

## Administrativ historik
Kommunen inrättades den 1 januari 1863 i Helgums socken i Ångermanland  när 1862 års kommunalförordningar trädde i kraft.
Kommunen påverkades inte av kommunreformen 1952 utan förblev oförändrad fram till år 1971 då den kom att bli en del av den nya Sollefteå kommun.
Kommunkod 1952-1970 var 2222.

### Kyrklig tillhörighet
I kyrkligt hänseende tillhörde kommunen Helgums församling.

## Kommunvapen
Blasonering: I blått fält en av vågskuror bildad bjälke, åtföljd ovan av en kalk mellan två grekiska kors, under av ett treberg, allt av silver. 
Vapnet fastställdes av Kungl Maj:t 1943-06-04 och upphörde vid kommunens ombildning 1971-01-01. 

## Geografi
Helgums landskommun omfattade den 1 januari 1952 en areal av 439,90 km², varav 421,10 km² land.

### Tätorter i kommunen 1960
I Helgums landskommun fanns den 1 november 1960 ingen tätort. Tätortsgraden i kommunen var då alltså 0,0 procent. 1965 blev dock kommunens huvudort Helgum en tätort, något orten var fram till 1975.

## Politik

### Mandatfördelning i valen 1938-1966
| 1 | 12 | 3 | 7 |

| 23 |

| 1 | 13 | 2 | 7 |

| 23 |

| 1 | 13 | 2 | 7 |

| 22 |

| 14 | 8 | 1 |

| 22 |

| 1 | 14 | 6 | 1 | 1 |

| 20 |

| 13 | 7 | 1 | 2 |

| 19 | 4 |

| 13 | 8 | 2 |

| 20 |

| 12 | 9 | 2 |

| 17 | 6 |